# Aerograma

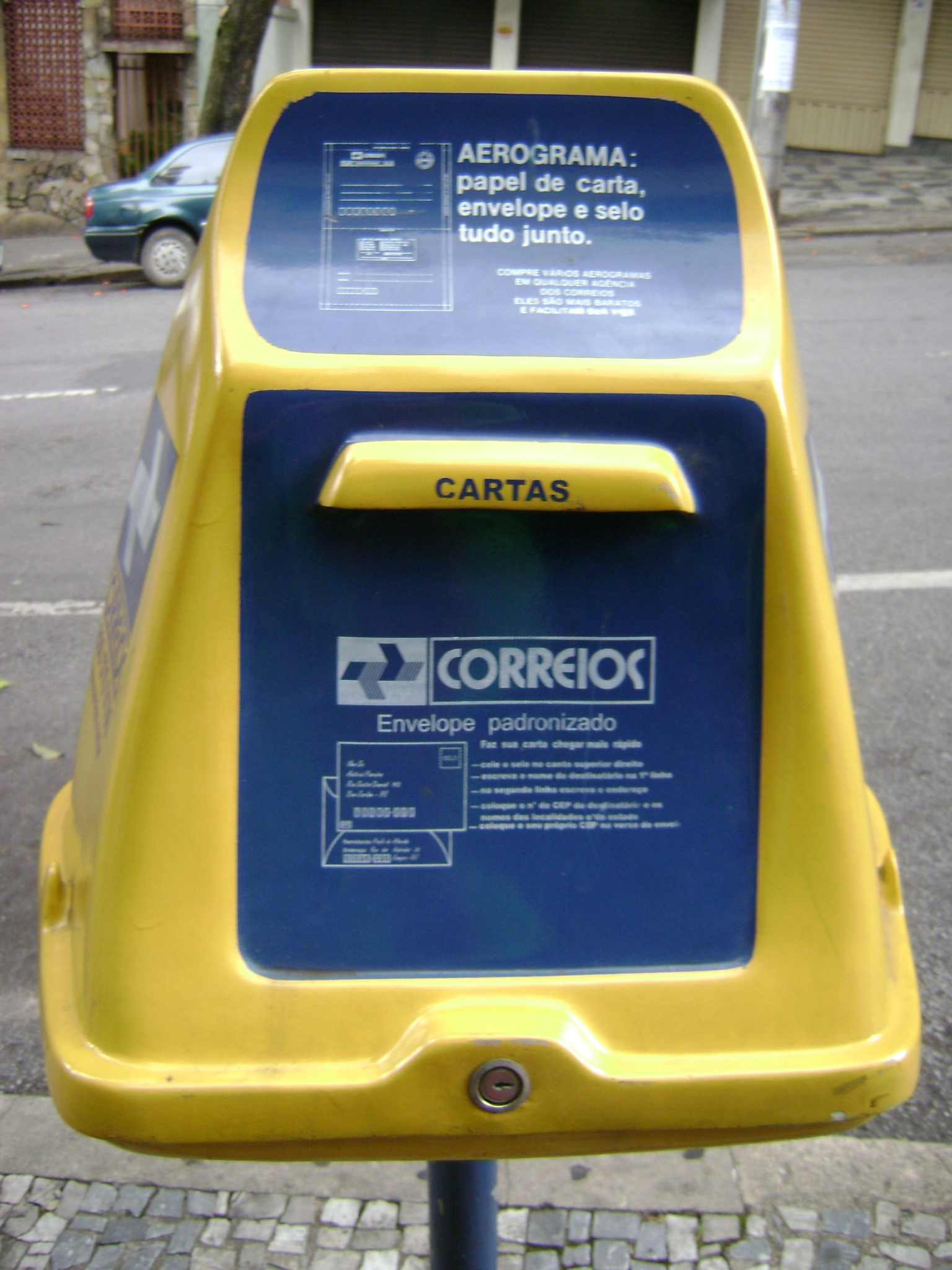
Uma caixa para aerogramas, em Belo Horizonte.

Um aerograma é uma tipo de carta que se envia por correio aéreo, sem necessidade de sobrescrito. Tem uma tarifa diferente da do resto da correspondência.

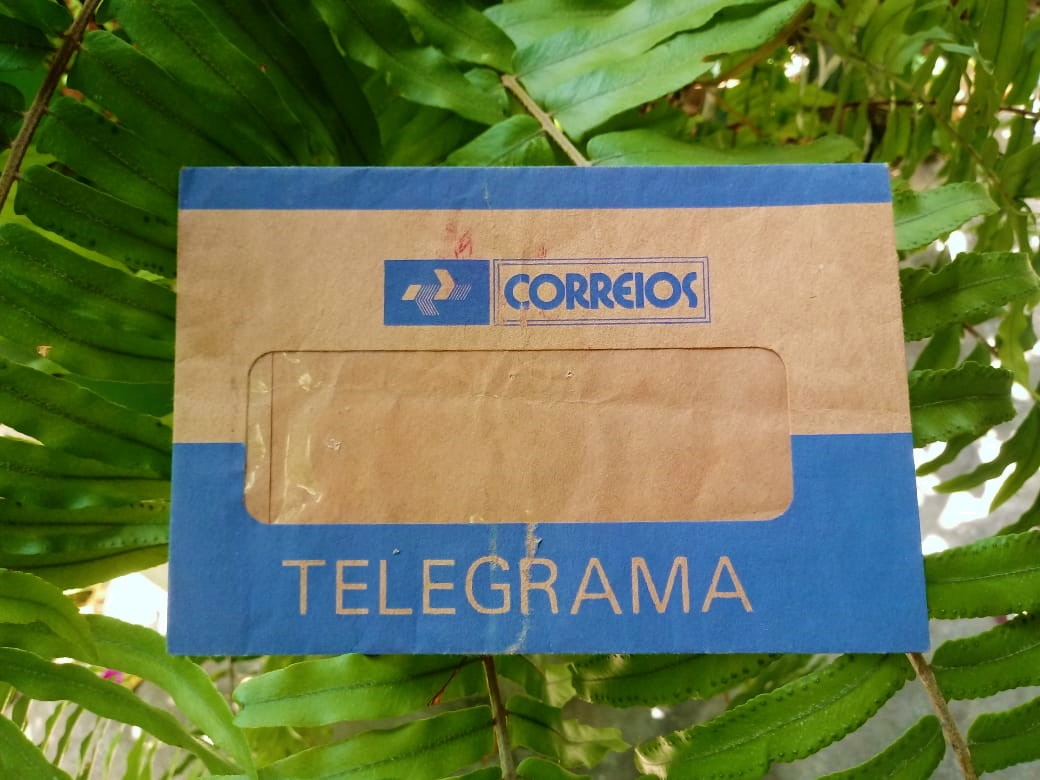
Também existiu o serviço de telegrama.

A maioria dos aerogramas tem um carimbo impresso indicando o pré-pagamento do frete. Como tal, isso atende à definição de papelaria postal. No entanto, alguns países, como Nova Zelândia, Zimbabwe e  Irlanda, vendem aerogramas não fechados. Os aerogramas não estampados são referidos como "formulário  aerogramas e podem ser emitidos por autoridades postais ou por empresas privadas. Os remetentes são obrigados a escrever seu nome e endereço no reverso.

## História
o uso do termo aerograma foi oficialmente aprovado na União Postal Universal de 1952 Union Union Union em Bruxelas.  Posteriormente, o termo "letra aérea" rapidamente desapareceu do uso.
O aerograma foi amplamente divulgado pelo seu uso durante a Segunda Guerra Mundial (1939-1945). O tenente-coronel RE Evans, da Royal Engineers, e o Diretor Assistente do Serviço Postal do Exército da Força do Oriente Médio (MEF), propuseram que um cartão leve e auto-selante que pesasse apenas 1/10 fosse adotado pelo Exército britânico para fins de correio aéreo. Ele recomendou o seu uso para Sir Anthony Eden, o Secretário de Estado da Guerra durante sua visita ao Oriente Médio, no final de 1940. Em janeiro do ano seguinte, o General Archibald Wavell, 1st Earl Wavell, o Comandante em chefe, O disse a Eden  que "o seu Diretor Assistente dos Serviços Postais do Exército pode, de imediato, apresentar um Serviço de Cartão de Carta do Correio Aéreo para o Oriente Médio. Use selos britânicos de todos os países, incluindo o Egito.".
Em Portugal, ganhou fama durante a Guerra Colonial, como meio de comunicação preferencial entre as famílias na Metrópole e as tropas destacadas em Angola, Moçambique e Guiné-Bissau em virtude de ser um meio grátis de correspondência, mantido pelo antigo SPM (Serviço Postal Militar). 
Entre 1961 e 1974 o Movimento Nacional Feminino foi a organização responsável pela emissão dos aerogramas militares, tendo editado mais de 300 milhões de aerogramas. 